# Anonyma Alkoholister

AA logon.

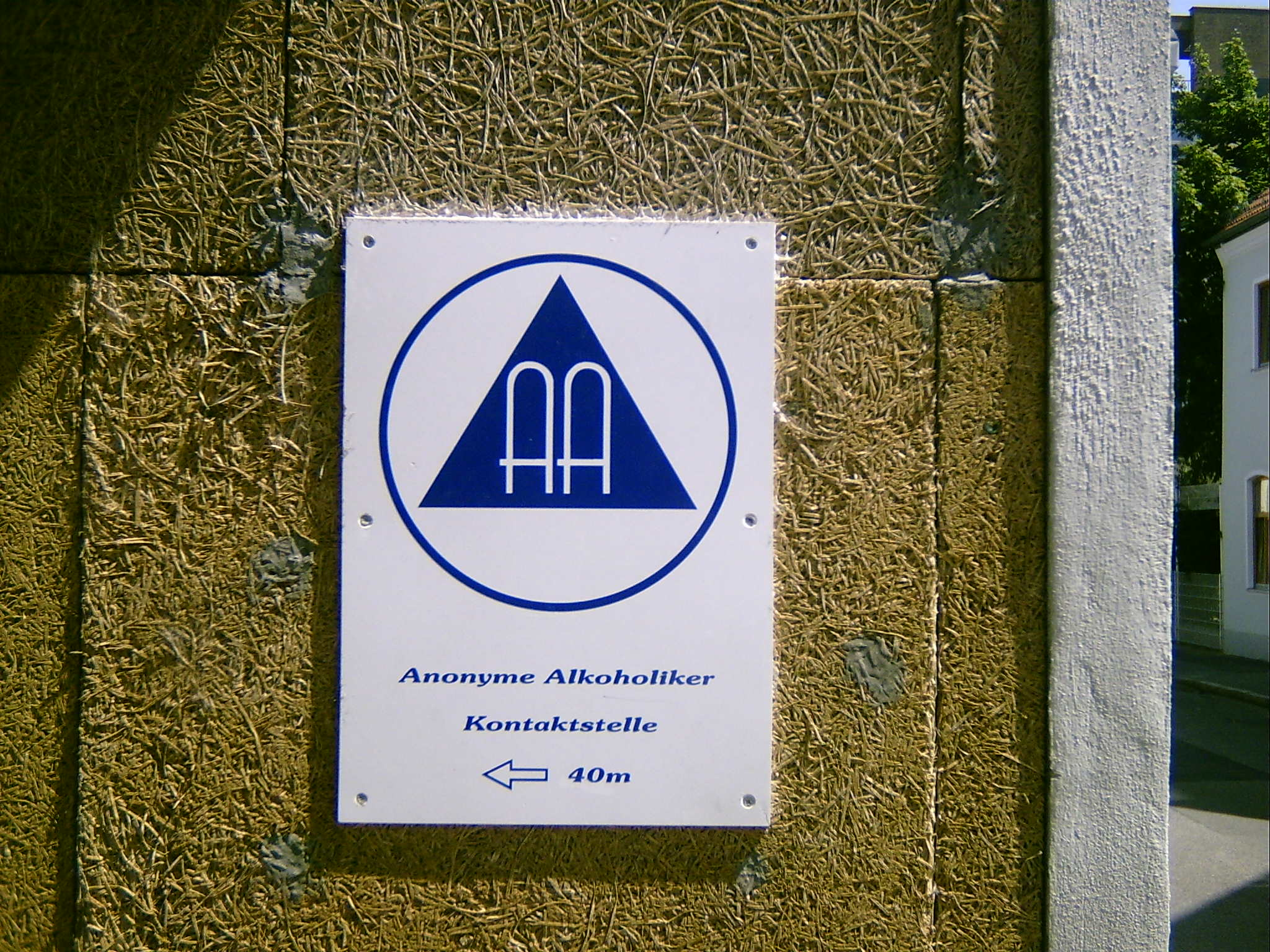
Skylt för en AA-lokal i Ingolstadt

AA medalj, ges till den som varit nykter ett visst antal månader, på baksidan står sinnesrobönen, lila medalj är för nio månaders nykterhet.

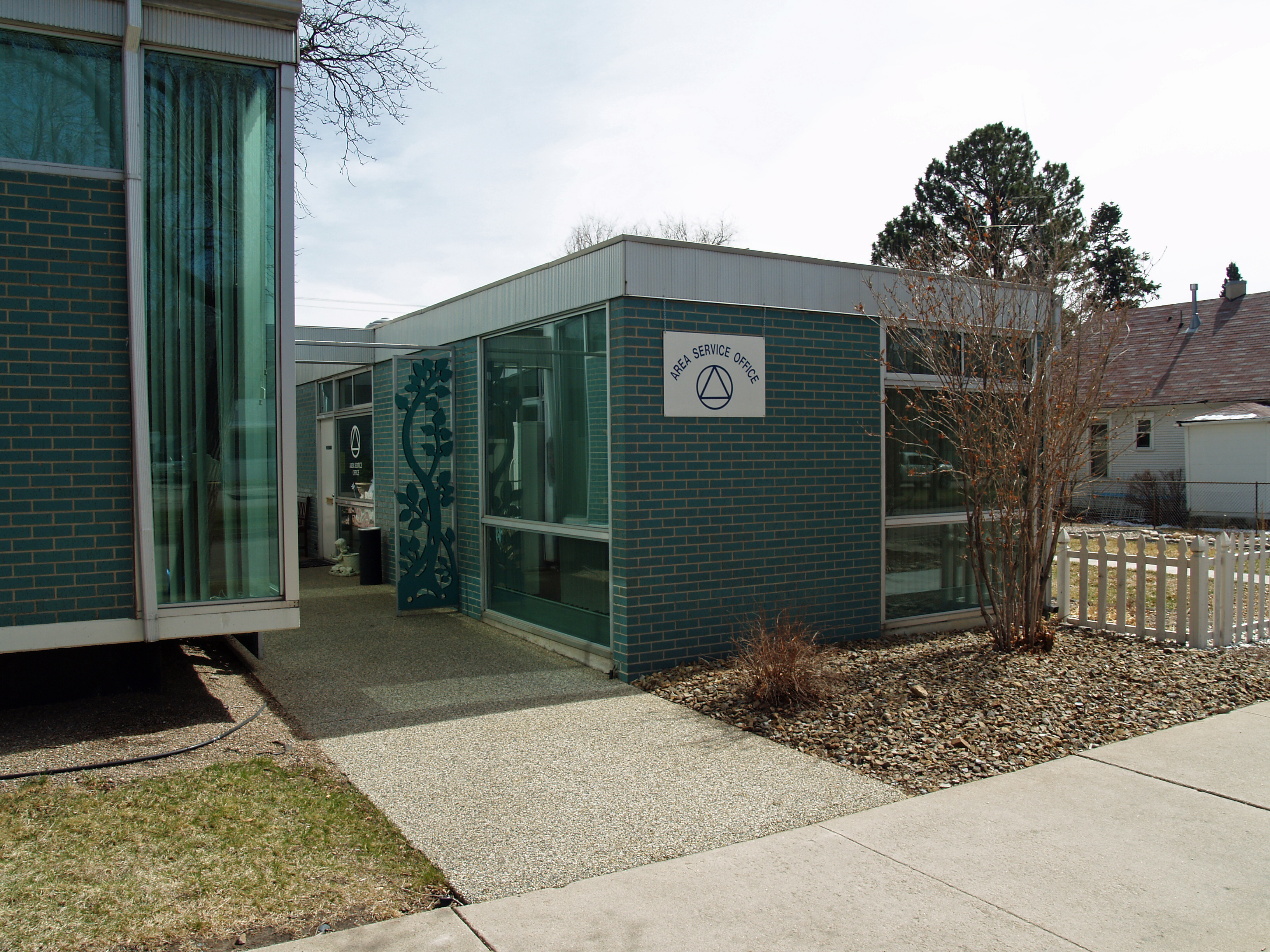
En möteslokal för AA i USA.

Anonyma Alkoholister, eller AA, är ett internationellt inbördes hjälpande kamratskap med det uttalade syftet att göra det möjligt för sina medlemmar att "hålla sig nykter och hjälpa andra alkoholister att uppnå nykterhet." Detta gör man genom upprätthållandet av en organisatorisk struktur som tillhandahåller en bas för en stark social identitet som har förmåga att tränga undan starka beroendeidentiteter.
Kamratskapet består av alkoholister och bildades 10 juni 1935 i Akron i Ohio i USA. Det fick namn efter boken Alcoholics Anonymous, utgiven 1939. År 2009 fanns organisationen i 180 länder och har omkring 105 000 grupper.

## Historik
Anonyma Alkoholister bildades när börsanalytikern William Griffith Wilson och läkaren Robert Holbrook Smith, som båda hade svåra alkoholproblem, möttes och upptäckte att de kunde hålla sig nyktra genom att hjälpa varandra och andra alkoholister. Grundarna kallades av vännerna oftast "Bill W" och "Dr Bob". AA har fått sina steg från Oxfordgrupprörelsen, sedermera känd som Moral Rearmament (MRA, på svenska Moralisk upprustning). Oxfordgrupprörelsen hade en stark protestantisk prägel. År 1939 utgavs boken Alcoholics Anonymous.
Boken, som i svensk version har titeln Anonyma Alkoholister författades i stort sett av Wilson ensam, men godkändes av hundra män och kvinnor vilka enligt förlagsreklamen hade "tillfrisknat från ett till synes hopplöst själsligt och kroppsligt tillstånd". Boken är en instruktion i att nå en andligt högre nivå för att komma tillrätta med alkoholism, samt beskriver alkoholismens tre ansikten: den fysiska allergin, den mentala besattheten samt den kroniskt medicinska sjukdomen. Den innehåller ett tolvstegsprogram (se Wikisource-länken längst ner på sidan) för att den drabbade ska kunna tillfriskna från alkoholismen, med instruktioner om hur man gör, steg för steg. Boken fick snabbt smeknamnet "Stora boken" (Big Book). "Stora Boken" utgör den viktigaste delen i AA-litteraturen.
- Steg ett - att definiera problemet - fick AA av en läkare vid namn  William Silkworth.
- Steg två - lösningen - kommer ursprungligen från psykiatern och psykologen Carl Gustav Jung via en tidigare medlem i Oxfordgrupprörelsen.
- Steg tre - tolv - består av ett handlingsprogram, vilket syftar till att ge alkoholisten ett andligt uppvaknande.

### AA i Sverige
Anonyma Alkoholister kom till Sverige 1956. Stockholm och Göteborg var först ut. Enligt AA:s officiella historik är Malmgårdsgruppen i Stockholm den äldsta fortfarande verksamma gruppen i Sverige. Till Helsingborg kom AA i mitten, eller möjligtvis under senare halvan av, 1960-talet.
En turbulent expansion skedde under 1980-talet. Det började med att svenskamerikanskan Monica Gertz skrev ett brev till SAS VD Jan Carlzon sommaren 1982 om the Minnesota modell of chemical dependency, intervention and treatment. Varpå SAS och senare också andra stora företag i Sverige började skicka anställda med alkoholproblem till Minnesota. 1984 anordnade Svenska rådet för alkohol- och beroendefrågor en konferens där bland andra drottning Silvia deltog. Efter det dröjde det bara några år så fanns det 30-40 institutioner totalt som använde modellen och från dem kördes busslaster med klienter till AA:s möten. Antalet mötesgrupper ökade från 68 till 260 mellan 1985 och 1989. Norrland gick från att ha haft endast två till 39 stycken. Några influenser från de nya behandlingshemmen från den här tiden var att man började stå upp och hålla varandra i handen under sinnesrobönen samt ropa hej till deltagare när de presenterade sig.
År 2009 fanns omkring 425 grupper i Sverige, från Kiruna till Trelleborg. Eftersom ingen medlemsregistrering förekommer saknas uppgifter om exakt antal medlemmar; en uppskattning är dock omkring 10 000 i Sverige.
Svenskspråkiga grupper finns i Finland, Spanien och Thailand. I Sverige finns möten även på arabiska, finska, engelska, spanska, ryska och polska. Antalet ungdomsgrupper, YPAA (Young People in AA), växer, och sommaren 2007 bildades i Stockholm den första gruppen för unga kvinnor, YWAA (Young Women in AA).

## Verksamhet

### Möten
Ett AA-möte är ett möte mellan två eller flera alkoholister inom ramen för Anonyma Alkoholisters tolv traditioner. Tredje traditionen säger att det enda villkoret för medlemskap i AA är en önskan att sluta dricka. Enligt den femte traditionen är varje mötes huvudsyfte att föra ut tillfrisknande genom AA:s tolv steg vidare till den alkoholist som fortfarande lider.
AA skiljer mellan 'slutna' och 'öppna' möten. Slutna möten är enbart till för dem som har en 'önskan att sluta dricka', medan öppna möten är till för alla, även sådana som bara vill veta mer om AA. Mötet kan vara ett delningsmöte (sharing), talarmöte eller en kombination av de båda typerna. Även meditationsmöten förekommer. Ett AA-möte pågår mellan en och en och en halv timme. Mötena hålls ofta i enklare lokaler, eftersom de medlemmar som vill själva, enligt tradition sju står för hyran. Bidrag utifrån får inte tas emot.

### Organisation och ekonomi
AA:s grundorganisation består av de lokala grupperna. Varje grupp är självstyrande, utan medlemsförteckning. Verksamheten består i de möten som anordnas av medlemmarna.
Till gruppernas förfogande står servicekontoret i Stockholm. F.n. består servicekontoret av två heltidsanställda personer. Dessa har ingen beslutsrätt över grupperna, utan enbart har som uppgift att bistå med produktion av informationsmaterial.
Flera grupper i närliggande städer samverkar inom en krets, och Sveriges kretsar samverkar inom en av fem regioner.
AA:s ekonomi bygger på principen "minsta möjliga rikedom", vilket innebär att varje grupp, liksom servicekontoret, bör inte ha större kassa än att man klarar några månaders hyra och löpande utgifter, i de fall de frivilliga bidragen periodvis sjunker. De enskilda medlemmarnas frivilliga bidrag består oftast av några enstaka kronor, i största fall någon tjugokronorssedel, per möte.

### AA i media och intern information
AA försöker hålla en öppen dialog med media och journalister. Anonymitetsprincipen innebär dock att personer som uttalar sig i media bara ställer upp med sitt förnamn och utan ansiktsbild.
Det nationella servicekontoret producerar tidningen Bulletinen, som skickas till varje lokal grupp. Enskilda personer, vare sig de är medlemmar i AA eller ej, kan prenumerera på den. Servicekontoret producerar även Servicebladet, där alla gruppers ekonomiska bidrag till servicekontoret redovisas, liksom servicekontorets ekonomi. De enskilda gruppernas ekonomi och verksamhet redovisas i månatliga protokoll.
Den som deltar i öppna möten har full tillgång till all intern information.

## AA:s metoder

### Anonyma Alkoholisters syn på sig själva
Organisationen beskriver sig enligt följande:
"AA, Anonyma Alkoholister, är en gemenskap av män och kvinnor, som delar sina erfarenheter, sina förhoppningar och sin styrka med varandra för att hålla sig nyktra.
Det enda villkoret för medlemskap i AA är en önskan att sluta dricka. AA kräver inga inträdes- eller medlemsavgifter. Vi är självförsörjande genom egna frivilliga bidrag.
AA har ingen anknytning till någon religion, politisk organisation eller institution, ej heller till annan rörelse av något slag. Vi deltar inte i offentliga debatter och framträder varken som förespråkare för eller motståndare till något annat. Vårt främsta syfte är att hålla oss nyktra och hjälpa andra alkoholister att uppnå nykterhet."

### Socialpsykologiskt perspektiv
Merparten av de nykterhetsbaserade självhjälpsgrupperna inklusive AA förefaller inte skilja sig så mycket åt vad gäller effektivitet. Ett sätt att förklara AA:s framgångar socialpsykologiskt är dess struktur och återkommande ritualers förmåga att få medlemmarna att känna sig hemma. Detta skiljer sig egentligen inte principiellt mycket ifrån den typiska sociala gruppens sätt att fungera. AA tillhandahåller förenklat sett förebilder, ett gemensamt vokabulär, traditioner, historia och lokaler för den som vill påbörja resan att lämna sin beroendeidentitet till förmån för en nykter annan social identitet. Den sociala strukturen fungerar sedan för många vad gäller det fortsatta upprätthållandet och underhållet av en sån identitet.

### De tolv stegen
Anonyma Alkoholister arbetar efter följande tolvpunktsprogram:
1. Vi erkände att vi var maktlösa inför alkoholen - att våra liv hade blivit ohanterliga.
2. Vi kom till tro att en kraft större än vår egen kunde återge oss vårt förstånd.
3. Vi beslöt att lägga vår vilja och vårt liv i händerna på Gud, sådan vi uppfattade Honom.
4. Vi företog en genomgripande och oförskräckt moralisk självrannsakan.
5. Vi erkände inför Gud, oss själva och en medmänniska den exakta innebörden av alla våra fel och brister.
6. Vi var helt och hållet beredda att låta Gud avlägsna alla dessa karaktärsfel.
7. Vi bad ödmjukt Honom att avlägsna våra brister.
8. Vi gjorde upp en förteckning över alla de personer vi hade gjort illa och var beredda att gottgöra dem alla.
9. Vi gottgjorde alla dessa människor, så långt det var oss möjligt, utan att skada dem eller andra.
10. Vi fortsatte vår självrannsakan och erkände genast när vi hade fel.
11. Vi sökte genom bön och meditation fördjupa vår medvetna kontakt med Gud - sådan vi uppfattade Honom - varvid vi endast bad om insikt om Hans vilja med oss och styrka att utföra den.
12. När vi, som resultat av dessa steg, själva hade haft ett inre uppvaknande försökte vi föra detta budskap vidare till andra alkoholister och tillämpa dessa principer i alla våra angelägenheter.

Instruktionerna hur man gör dessa steg finns i boken Anonyma Alkoholister, även kallad "Stora Boken".

### De tolv traditionerna
Anonyma Alkoholister upprätthåller följande tolv traditioner:
1. Vår gemensamma välfärd bör komma i första hand, personligt tillfrisknande beror på sammanhållningen i AA.
2. För vår grupp finns bara en högsta auktoritet - en älskande Gud,  såsom Han kommer till uttryck i vårt gemensamma gruppsamvete. Våra ledare är blott betrodda tjänare, de styr oss inte.
3. Det enda villkoret för medlemskap i AA är en önskan att sluta dricka.
4. Varje grupp bör vara självstyrande utom i angelägenheter som berör andra grupper eller AA som helhet.
5. Varje grupp har endast ett huvudsyfte - att föra budskapet vidare till andra alkoholister som fortfarande lider.
6. En AA-grupp bör aldrig gå i borgen för, finansiera eller låna sitt namn till närbesläktade sammanslutningar eller utomstående företag, annars kommer problem med pengar, egendom och prestige att skilja oss från vårt ursprungliga syfte.
7. Varje AA-grupp bör vara helt självförsörjande och vägra ta emot ekonomiskt stöd utifrån.
8. AA bör alltid förbli icke professionellt men våra servicecentra kan anställa personal för speciella uppgifter.
9. AA som sådant bör aldrig organiseras men vi kan tillsätta styrelser och kommittéer för serviceverksamhet. Dessa är direkt ansvariga inför dem de tjänar.
10. AA tar aldrig ställning för eller emot i yttre angelägenheter, alltså bör AA:s namn aldrig dras in i offentliga tvister.
11. Vår kontakt med allmänheten är baserad på rörelsens egen kraft snarare än på direkt propaganda. Vi bör alltid iakttaga personlig anonymitet i förhållande till press, film och radio.
12. Anonymiteten är den andliga grundvalen för våra traditioner och påminner oss ständigt om att ställa princip framför person.

### AA och religion
Redan under grundandet på 1930-talet fanns det internt en kontrovers runt ordet Guds vara eller inte vara. I ett revisionsförslag för de tolv stegen fanns det inte med. Man kom fram till en kompromiss och skrev "...Gud, sådan vi själva uppfattade Honom...", "...En starkare kraft..." och "...En högre kraft...". Detta och många andra drag hos Anonyma Alkoholister påminner därför om religiösa organisationers. Flera sociologiska studier har sedan dragit sådana paralleller. Det är bland annat tydligt om man tillämpar en funktionell definition av religion. Å andra sidan motsägs påståendet om Anonyma Alkoholisters religiösa natur explicit av deras litteratur och av vissa medlemmar.
I organisationens litteratur är man tydlig med en distinktion mellan andlighet och religiositet, där man föredrar det förra begreppet. Men vad som menas är dock oklart; bland annat är ju den högre makten, vars betydelse understryks, av klart transcendent karaktär. Vidare har Gud och tron på Honom en central roll i det så kallade tillfrisknandet: att hålla sig nykter. 
Sociologerna David R. Rudy och Arthur L. Greil menar att organisationen bör klassas som kvasireligiös, där spänningen mellan de å ena sidan uppenbart religiösa dragen och förnekandet därav är avgörande för organisationens sätt att fungera. Bland annat skulle antagandet av en definierad högre makt hindra organisationen från att omfatta människor av så skilda uppfattningar som är fallet. Dessutom skulle ett alltför religiöst fokus stå i vägen för organisationens syfte; vilket är nykterhet snarare än frälsning i någon vid bemärkelse.
Tonigan med kollegor har i en studie visat att personer som identifierar sig som ateister eller agnostiker har svårare än personer som identifierar sig själva som andliga eller religiösa att finna sig tillrätta inom Anonyma Alkoholister. För de som väl deltar, finns det ingen signifikant skillnad i hur väl de blir hjälpta av programmet.

## Kritik mot AA
Den amerikanska komediserien South Park gjorde 2005 ett avsnitt där AA var i fokus ("Bloody Mary", säsong 9 avsnitt 14). I avsnittet beskrivs AA som en sekt där deltagarna måste förlita sig på Gud för att bli friska från sjukdomen alkoholism. Kritiken mot AA som avsnittet tar upp är att man som enskild individ kan bestämma över sitt eget handlande, utan att lämna över sig själv till en högre makt (dvs Gud). Liknande kritik återfinns i Penn & Teller: Bullshit! 12 Stepping (säsong 2) där även de går på hårt mot AA i USA, i vilken de klassar AA som en sekt och kritiserar att domstolar i USA har tvingat människor med alkoholproblem att söka sig till organisationen, något som, menar de, är att påtvinga religion.  
Penn & Teller avslöjar dessutom att organisationen vägrar lämna ut siffror om hur det går för deras deltagare, men enligt den statistik från 1989 som programmet kommit över stannar bara hälften av dem som kommit till AA kvar i 3 månader. I programmet ses även ett diagram som visar att ungefär 5 % av alla som ingått i programmet lyckats hålla sig nyktra i 12 månader. Dock menar man inom AA att det mest avgörande för om någon skall förbli nykter är den egna villigheten och hur noggrant man tillämpar AA:s program, vilket kan göra ovanstående undersökningar missledande. 
Problemet med att verifiera vissa utsagor och texter beror på AA:s slutenhet. Man äger rätt att referera till vad som sagts under möten, men inte att avslöja vem som sagt det vilket skulle bryta anonymiteten. Det är en ideell organisation där man efter mötet låter en hatt gå runt för frivilliga bidrag vilket ger pengar till hyra för lokal, kaffe och så vidare.[källa behövs]